# Serge Le Tendre
Serge Le Tendre, né le 1er décembre 1946 à Vincennes, est un scénariste de bande dessinée français.

## Biographie
Le Tendre publie ses premiers scénarios en 1975 dans Pilote et Tousse Bourin. La même année, il débute La Quête de l'oiseau du temps dans Imagine, luxueux fanzine dirigé par Rodolphe. La série, relancée pour Charlie Mensuel en 1982 et publiée ensuite par Dargaud rencontre un très grand succès et est aujourd'hui considérée comme l'acte fondateur de l'Heroic fantasy en bande dessinée francophone. 
Il crée ensuite avec Pierre Makyo et Alain Dodier en 1985 Jérôme K. Jérôme Bloche, un détective dans la plus pure veine des histoires de détective, dont il abandonne le scénario après les deux premiers volumes, en 1987 Le Cycle de Taï Dor, autre série d'Heroic fantasy à succès, Labyrinthes en 1993. il se ensuite principalement de son western asiatique Chinaman, inauguré avec TaDuc en 1997, avec neuf tomes jusqu'en 2007. Un dernier opus, nommé Le Réveil du Tigre parait en 2021.

## Œuvres
Le Tendre est scénariste de toutes ces œuvres.
- Les Nocturnes, avec Patrick Cothias (coscénario) et Régis Loisel (coscénario et dessin), Kesselring, 1978.
- La Quête de l'oiseau du temps, avec Régis Loisel (dessin 1-4, couleurs 3-5), Lidwine (dessin t. 5), Mohamed Aouamri (dessin t. 6), Vincent Mallié (dessin t. 7-8) et David Etien (dessin t. 9-12), Dargaud, 12 volumes, 1983-2024.
- Les Errances de Julius Antoine, avec Christian Rossi (dessin), Albin Michel :

1. Léa, 1985.
2. La Maison[2]., 1988.
3. Le Sujet, 1989.

- Jérôme K. Jérôme Bloche, avec Pierre Makyo (coscénario) et Alain Dodier (dessin), Dupuis, 2 volumes, 1985.
- Le Temps des châteaux t. 1 : Le Château de Fontainebleau, avec Fabien Lacaf (dessin), Éditions de l'Arbre à Images, 1985.
- Edmond et Crustave, avec Christian Rossi (dessin), Futuropolis, 1987.
- Le Cycle de Taï Dor, avec Rodolphe (coscénario), Jean-Luc Serrano (dessin t. 1-6) et Luc Foccroulle (dessin t. 7), Vents d'Ouest :

1. Les Gants de Taï Dor, 1987.
2. Le Masque de Taï Dor, 1988.
3. Gilles de Taï Dor, 1989.
4. La Veuve noire 1, 1991.
5. La Veuve noire 2, 1992.
6. Les Enfants perdus, 1994.
7. Le Mage, 1997.

- Pour l'amour de l'art, avec Pascale Rey (coscénario), Dargaud :

1. L'Affaire Van Rotten, avec Béhé (dessin), 1991.
2. Les Anneaux de Babel, avec Jean-Pierre Danard et François Pierre (dessin), 1994.
3. La Comédie royale, avec Jean-Pierre Danard et François Pierre (dessin), 1995.
4. Les Convoyeurs, avec Jean-Pierre Danard et François Pierre (dessin), 1997.

- Les Voyages de Takuan, avec Emiliano Simeoni puis Taduc (dessin), Delcourt, coll. « Conquistador », 5 volumes, 1987-1996.
- L'Oiseau noir, avec Jean-Paul Dethorey (dessin), Dupuis, coll. « Aire libre », 1992.
- Labyrinthes, avec Dieter (coscénario) et Jean-Denis Pendanx (dessin), Glénat, coll. « Grafica » :

1. Le Dieu qui souffre, sept. 1993, 48 pages.
2. La Mort qui marche, mars 1995, 48 pages.
3. Agwe Wedo, 1996.
4. Les Maîtres de l'Agartha, 1997.

- La Dernière lune, avec Rodolphe (coscénario) et Antonio Parras (dessin), Le Lombard, 1993.
- La Gloire d'Héra, avec Christian Rossi, Casterman, 1996.
- Chinaman, avec TaDuc (dessin), Dupuis, coll. « Repérages », 9 volumes, 1997-2007.

1. La Montagne d'or
2. À armes égales
3. Pour Rose
4. Les Mangeurs de rouille
5. Entre deux rives
6. Frères de sang
7. Affrontements à Blue Hill
8. Les Pendus
9. Tucano
10. Le Réveil du Tigre

- L'Histoire de Siloë, avec Stéphane Servain (dessin), Delcourt, coll. « Neopolis », 3 volumes, 2000-2019.
- Tirésias, avec Christian Rossi (dessin), Casterman, 2 volumes[3],[4], 2001.
- Paroles d'étoiles Mémoires d'enfants cachés, 1939-1945, Soleil 2002
- Mister George, avec Rodolphe (coscénario) et Hugues Labiano (dessin), Le Lombard, coll. « Signé » :
  1. Mister George 1, 2003[5].
  2. Mister George 2, 2004.
- Le Livre des destins, avec Franck Biancarelli (dessin), Soleil Productions, coll. « Latitudes » :

1. Le Premier Pas, 2004.
2. La Métamorphose, 2008 - (Sélection officielle du Festival d'Angoulême 2009)

- Le Paradis sur Terre Tome 1 : Bye Bye Love, avec Laurent Gnoni (dessin), 12 bis, 2011 :
- Griffe blanche, avec Olivier Taduc (dessin), Dargaud :

1. L'Œuf du dragon roi, 2013.
2. La Révolte du peuple singe, 2014.
3. La Voie du sabre, 2015.

- Terminus 1 avec Jean-Michel Ponzio (dessin), Ankama, coll. « Les univers de Stefan Wul »
  1. L'Homme à la valise, 2016
  2. Le Fruit défendu, 2016

- Le Projet Bleiberg :
  1. Les Fantômes du passé, 2017
  2. Deep zone, 2017
  3. Le Patient 302, 2019
- Terence Trolley, avec Patrick Boutin-Gagné (dessin) :
  1. La Fenêtre sur le cerveau, 2020
  2. Le Dernier Chaînon, 2021
- La Peau de l'autre :
  1. Pile et face, 2021
  2. Vice et versa, 2022
- Le Sarcophage des âmes, 2022.
- Asterios le minotore,  avec Frédéric Peynet,  éditions Dargaud,  2022

## Prix
- 1985 :  Prix Saint-Michel du public pour Les Êtres de papier (Jérôme K. Jérôme Bloche, t. 2), avec Alain Dodier et Makyo
- 1986 :  Prix Yellow-Kid du dessinateur étranger (sic), pour l'ensemble de son œuvre
- 1986 : Prix FM-BD remis lors du festival d'Angoulême pour La Quête de l'oiseau du temps, t. 3 : Le Rige, (avec Régis Loisel), Dargaud
- 1998 : prix Jacques Lob lors du festival  BD Boum
- 1999 : Alph-Art jeunesse 9-12 ans du festival d'Angoulême pour La Quête de l'oiseau du temps, t. 5 : L'Ami Javin (avec Lidwine)

#### Articles
- Patrick Gaumer, « Le Tendre, Serge », dans Dictionnaire mondial de la BD, Paris, Larousse, 2010 (ISBN 9782035843319), p. 521-522.
- Gilles Ratier, « Bibliographie », DBD, no 11 (cahier n°2),‎ juin 2001, p. 29-32.

#### Interviews
- Serge Le Tendre (interviewé par Ronan Lancelot, assisté par Olivier Maltret), « Profession : Raconteur d'histoires », DBD, no 11 (cahier n°2),‎ juin 2001, p. 3-28.
- Serge Le Tendez (int. par Jean-Pierre Fuéri), « Avec le Tendre... », BoDoï, no 70,‎ janvier 2004, p. 42-48.
- Serge Le Tendre (interviewé par Vincent Henry), « Portrait Le Tendre » », Calliope, Semic, no 1,‎ juin 2002.